# الصخرة المشرفة بمسجد قبة الصخرة

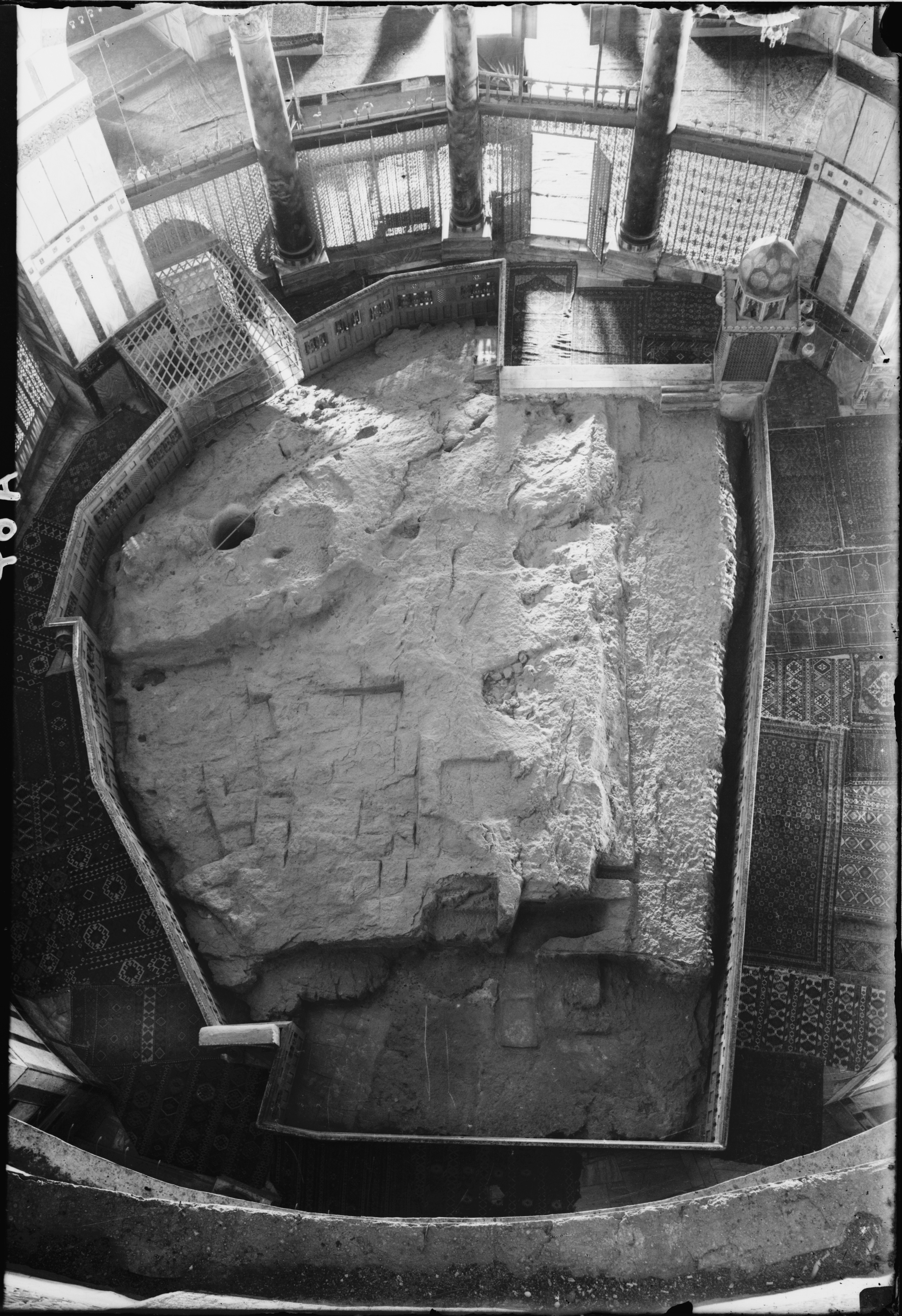
الصخرة المشرفة بمسجد قبة الصخرة بالقدس، والفتحة المستديرة في أعلى اليسار تصل إلى بئر الأرواح.

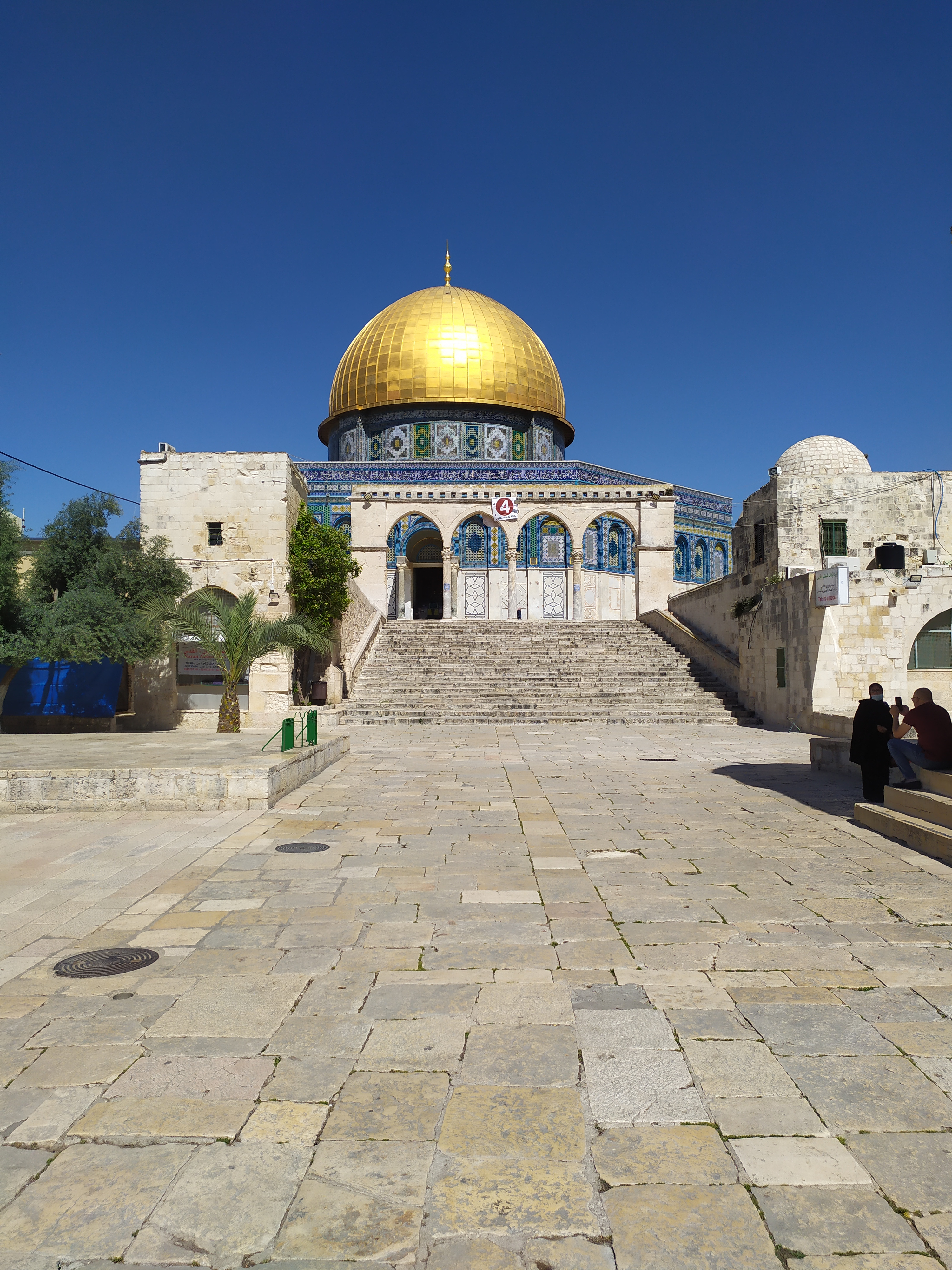
مسجد قبة الصخرة المشرفة في القدس

الصخرة المشرفة هي صخرة طبيعية غير منتظمة الشكل تقع في أعلى نقطة من المسجد الأقصى في موقع قلب المسجد بالضبط، وهي صخرة طبيعية تتراوح أبعادها بين حوالي 13 و18 متراً، وارتفاعها حوالي المترين تقريباً، وقد دارت حولها الكثير من القصص، وقيل إن النبي محمد عرج من فوقها للسماء ليلة الإسراء والمعراج، وفيها مغارة صغيرة تسمى بئر الأرواح وهي تجويف طبيعي أيضاً. وقد بني مسجد قبة الصخرة فوق الصخرة المشرفة، وهي ظاهرة للعيان إلى اليوم.

## القصص الشعبية حول الصخرة
حيكت قصص كثيرة حول الصخرة المشرفة، ذكرها الكثير من العلماء، فمنها:
- كان عليها ياقوته تضيء بالليل كضوء الشمس، ولا تزل كذلك حتى خرّبها بختنصر.
- أنها من صخور الجنّة.
- تحول صخرة بيت المقدس مرجانه بيضاء.
- إليها المحضر ومنها المنشر.
- سيد الصخور صخرة بيت المقدس.
- مياه الأرض كلها تخرج من تحت الصخرةّّ
- صخرة معلّقة من كل الجهات.
- عليها موضع قدم النبي محمد.
- عليها أثر أصابع الملائكة.
- الماء الذي يخرج من أصل الصخرة.
- أنها على نهر من أنهار الجنّة.
- المياه العذبة والرياح اللواقح من تحت صخرة ببيت المقدس.
- عرش الله الأدنى، ومن تحتها بسطت الأرض.
- الصخرة وسط الدنيا، وأوسط الأرض كلها.
- عرج بالنبي منها إلى السماء، وارتفعت وراءه، وأشار لها جبريل أن أثبتي.
- لها مكانة الحجر الأسود في الكعبة.

وقد أنكر علماء المسلمين هذا التعلق بالصخرة، وبينوا أنها صخرة من صخور المسجد الأقصى، وجزء منه، وليس لها أية ميزة خاصة.

### رأي الفقهاء بالصخرة
قال ابن تيمية: 
 أما أهل العلم من الصحابة والتابعين لهم بإحسان فلم يكونوا يعظّمون الصخرة، وما يذكره بعض الجهال فيها من أن هناك أثر قدم النبي ﷺ، وأثر عمامته، وغير ذلك، فكله كذب، وأكذب منه من يظن أنه موضع قدم الرب، وكذلك المكان الذي يذكر أنه مهد عيسى  كذب، وإنما كان موضع معمودية النصارى، وكذا من زعم أن هناك الصراط والميزان، أو أن السور الذي يضرب بين الجنة والنار هو ذلك الحائط المبني شرقي المسجد، وكذلك تعظيم السلسلة أو موضعها ليس مشروعاً.

والصخرة لم يصل عندها عمر بن الخطاب، ولا الصحابة ولا كان على عهد الخلفاء الراشدين عليها قبة، بل كانت مكشوفة في خلافة عمر، وعثمان وعلي ومعاوية ويزيد، ومروان، وبنى عليها عبد الملك بن مروان القبة وقال: «إن عمر بن الخطاب لما فتح البلد قال لكعب الأحبار: أين ترى أن أبني مصلى المسلمين؟ قال: ابنه خلف الصخرة: قال خالطتك يهودية، بل أبنيه أمامها، فإن لنا صدور المساجد.»
فبنى هذا المصلى الذي تسميه العامة «المسجد الأقصى» وهو البناء الأول للجامع القبلي ولم يبقى من بناء عمر بن الخطاب  شيء «أما البناء الحالي فهو البناء الأموي»، ولم يتمسّح بالصخرة، ولا قبلها ولا صلى عندها، كيف وقد ثبت عنه في الصحيح: أنه لما قبل الحجر الأسود قال: «والله إني لأعلم أنك حجر لا تضر ولا تنفع، ولولا إني رأيت رسول الله ﷺ يقبلك لما قبلتك.»

وقد ضعّف الإمام ابن القيم كل الأحاديث الواردة في الصخرة، فقال في المنار المنيف في الصحيح والضعيف (87-88): 
وكل حديث في الصخرة فهو كذب مفترى، والقدم الذي فيها كذب موضوع مما عملته أيدي المزورين، الذين يروجون لها ليكثر سواد الزائرين، وأرفع شيء في الصخرة أنها كانت قبلة اليهود، وهي في المكان كيوم السبت في الزمان، أبدل الله بها هذه الأمة المحمدية الكعبة البيت الحرام، ولما أراد أمير المؤمنين عمر ابن الخطاب أن يبني المسجد استشار الناس: هل يجعله أمام الصخرة، أو خلفها؟ فقال له كعب يا أمير المؤمنين ابنه خلف الصخرة، فقال يا ابن اليهودية، خالطتك اليهودية! بل أبنيه أمام الصخرة حتى لا يستقبلها المصلون، فبناه حيث هو اليوم).

وقال عبد الله بن هشام في مخطوط بعنوان «تحصيل الأنس لزائر القدس»: 
قد بلغني أن قوماً من الجهلاء يجتمعون يوم عرفة بالمسجد، وأن منهم من يطوف بالصخرة، وأنهم ينفرون عند غروب الشمس، وكل ذلك ضلال وأضغاث أحلام.
ومما تدل عليه عبارة صاحب المخطوطة: أن هناك تجاوزات لبعض عامة الناس في تقديس الصخرة، وكان رفضاً واضحاً من علماء المسلمين لهذه التجاوزات، وتحذيراً للعامة منها.

 
ويقول الشيخ محمد ناصر الدين الألباني عن تقديس الصخرة في المسجد الأقصى 
الفضيلة للمسجد الأقصى، وليست للصخرة، وما ذكر فيها لا قيمة له إطلاقاً من الناحية العلمية، ولا ينبغي تقديس ما لم يقدسه الشرع، ولا تعظيم ما لم يعظمه الشرع.

 
ومما يذكر في سيرة الصحابة وأئمة المسلمين أنهم إذا دخلوا المسجد الأقصى قصدوا الصلاة في المصلى الذي بناه عمر، ويقول شيخ الإسلام ابن تيمية في كتابه «اقتضاء الصراط المستقيم في مخالفة أصحاب الجحيم»: 
وأما المسجد الأقصى فهو أحد المساجد الثلاثة التي تشدّ إليها الرحال، وهو الذي يسميه كثير من العامة اليوم: الأقصى، والأقصى اسم للمسجد كله، ولا يسمى هو ولا غيره حرماً، وإنما الحرم بمكة والمدينة خاصة.

ويقول شهاب الدين المقدسي في مخطوطة «مثير الغرام إلى زيارة القدس والشام» وهو يرفض التجاوز في تقديس المسجد الأقصى، والوصول به إلى ما فوق المنزلة المقبولة في عقيدة الإسلام: 
قاتل الله القصاصين والوضاعين، كم لهم من إفك على وهب وكعب، ولا شك في فضل هذا المسجد، ولكنهم قد غلوا.

## ذكرها بالقرأن
وقد حدث القرأن بفضائل المسجد الأقصى: («سبحان الذي أسرى بعبده ليلاً من المسجد الحرام إلى المسجد الأقصى الذي باركنا حوله لنريه من آياتنا إنه هو السميع البصير».) فبركة المسجد الأقصى ثابتة بالكتاب والسنة، ولنا غنى في الصحيح منها عن الموضوع والمكذوب.
وهذا يعني أن كل ما قيل في هذه الصخرة أصله من أهل الكتاب، وليس له أصل في كتب العقيدة الإسلامية، ولا في الصحيح من حديث النبي ﷺ.